# بة أباد (تشناران)
بة أباد (بالفارسية: به‌آباد) هي قرية تقع في قسم غلمكان الريفي (مقاطعة تشناران) في إيران. يقدر عدد سكانها بـ 649 نسمة .